# Zdeněk Berka
Zdeněk Berka (* 3. ledna 1951) je český politik, v letech 2012 až 2018 senátor za obvod č. 2 – Sokolov, v letech 2010 až 2014 starosta města Sokolova, v letech 2008 až 2012 zastupitel Karlovarského kraje, bývalý člen ČSSD.

## Život
Vystudoval Vysokou školu chemicko-technologickou v Praze (inženýr chemie). Od roku 1976 působil v Chemických závodech Sokolov ve výzkumném oddělení, v roce 2000 pak chvíli pracoval u firmy Kvadro. V letech 2000 až 2002 byl zaměstnán jako vedoucí výroby ve společnosti Stachema Kolín.
Je ženatý a má dvě děti.

## Politické působení
V roce 1992 vstoupil Zdeněk Berka do ČSSD a v roce 1994 se stal poprvé za tuto stranu členem Zastupitelstva města Sokolova (mandát obhájil i v letech 1998, 2002, 2006 a 2010). Od roku 2002 působil jako místostarosta, v listopadu 2010 pak byl zvolen starostou Sokolova. V roce 2008 byl zároveň zvolen do Zastupitelstva Karlovarského kraje (předtím neúspěšně kandidoval v letech 2000 a 2004), v roce 2012 už mandát krajského zastupitele neobhajoval). V letech 2008 až 2012 byl také členem Výboru Regionální rady regionu soudržnosti Severozápad. V senátních volbách 2012 v obvodu č. 2 – Sokolov uspěl jako kandidát ČSSD, když ve druhém kole porazil Jiřího Holana z KSČM poměrem 56,68 % : 43,31 % (do druhého kola postoupil se ziskem 29,21 % z prvního místa).
V komunálních volbách v roce 2014 obhájil post zastupitele Sokolova. Na kandidátce byl původně na 12. místě, vlivem preferenčních hlasů ale skončil na 6. místě (strana přitom ve městě získala 7 mandátů). Vzhledem k funkci senátora již post starosty města neobhajobal a dne 10. listopadu 2014 jej ve vedení města vystřídal spolustraník Jan Picka. Ve volbách v roce 2018 opět obhajoval post zastupitele města Sokolov jako člen ČSSD, ale tentokrát neuspěl.
Ve volbách do Senátu PČR v roce 2018 již nekandidoval. V komunálních volbách v roce 2022 kandidoval do Zastupitelstva města Sokolov již jako jako nezávislý za subjekt „Radnice Středu“ (tj. nezávislí kandidáti a KDU-ČSL), zvolen však nebyl.